# Incidente de Chichijima
O incidente de Chichijima (também conhecido como o incidente de Ogasawara) ocorreu no final de 1944, quando soldados japoneses mataram e consumiram partes de corpos de quatro aviadores americanos em Chichi Jima, nas Ilhas Bonin.

## Incidente
Nove aviadores escaparam de seus aviões depois de serem abatidos durante bombardeios em Chichi Jima, uma pequena ilha 1.100 km ao sul de Tóquio, em setembro de 1944. Oito foram capturados. O nono, único a evitar a captura, era George H. W. Bush, futuro presidente dos EUA, então um piloto de 20 anos.
Após a guerra, descobriu-se que os aviadores capturados haviam sido espancados e torturados antes de serem executados. Eles foram decapitados por ordem do tenente-general Yoshio Tachibana (立 花 芳 夫, Tachibana Yoshio). As autoridades americanas relataram que os oficiais japoneses então comeram partes dos corpos de quatro dos executados.

## Julgamentos
Tachibana, ao lado de 11 outros japoneses, foi julgado em agosto de 1946 pela execução dos aviadores da Marinha dos EUA e o canibalismo de pelo menos um deles, durante agosto de 1944. Como o direito militar e internacional não lidava especificamente com o canibalismo, eles foram julgados por assassinato e o "impedimento de enterros honrosos".
Este caso foi investigado em 1947 em um julgamento de crimes de guerra e, de 30 soldados japoneses processados, quatro oficiais (general Tachibana, almirante Mori, Maj Matoba e capitão Yoshii) foram considerados culpados e enforcados. Todos os outros soldados e o oficial médico estagiário Tadashi Teraki foram libertados dentro de 8 anos.

## Livro
No livro best-seller Flyboys: Uma verdadeira história de coragem, o autor americano James Bradley detalha vários casos de canibalismo de prisioneiros aliados da Segunda Guerra Mundial por seus captores japoneses. Bradley afirma que isso incluía não apenas a canibalização ritual dos fígados de prisioneiros recém-mortos, mas também a canibalização para sustentação de prisioneiros vivos ao longo de vários dias, amputando membros apenas quando necessário para manter a carne fresca.